# Elliott Thijssen
Elliott Thijssen (30 maart 1971) is een Nederlandse atleet, die is gespecialiseerd in het speerwerpen. Hij is vijfvoudig Nederlands kampioen op dit onderdeel.

## Loopbaan
Op 1 juli 2007 prolongeerde Thijssen zijn titel met een beste worp van 69,42 m. Hij bleef ternauwernood (3 cm) voor op Jeroen Blommerde. Een jaar later waren de rollen in zoverre omgekeerd dat de broer van Jeroen, Bjorn, ditmaal het goud voor zich opeiste. Elliott werd tweede met zijn beste jaarafstand van 69,89. Zijn commentaar: 'Er zat veel meer in, maar ik kreeg het er niet uit...'
Elliott Thijssen is lid van atletiekvereniging Hellas Utrecht.

## Nederlandse kampioenschappen

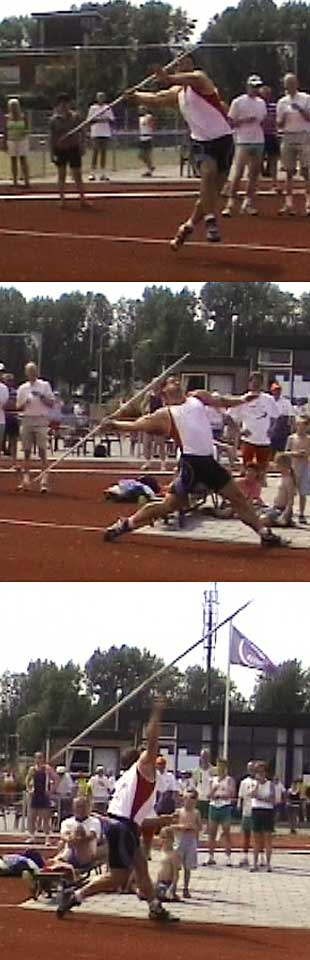
Thijsen werpt in 2006 een pr van 74,35 m

| Onderdeel   | Jaar                         |
| ----------- | ---------------------------- |
| speerwerpen | 2002, 2003, 2004, 2006, 2007 |

## Persoonlijk record
| Onderdeel   | Prestatie | Datum        | Plaats   |
| ----------- | --------- | ------------ | -------- |
| speerwerpen | 74,35 m   | 18 juni 2006 | Reeuwijk |

## Palmares

### speerwerpen
- 2000:  NK - 68,11 m
- 2001:  NK - 71,40 m
- 2002:  NK - 70,25 m
- 2003:  NK - 70,57 m
- 2004:  NK - 72,92 m
- 2005:  NK - 67,84 m
- 2006:  NK - 70,19 m
- 2007:  NK - 69,42 m
- 2008:  NK - 69,89 m
- 2009:  NK - 67,51 m
- 2013:  NK - 70,22 m